# EEL AB
EEL AB (ELON Elkedjan Logistic AB) är ett inköps- och logistikcenter med huvudkontor i Örebro. Bolaget är ett medlemsägt bolag med inriktning på fackhandeln.
Företaget bildades 2004 som ett samarbete mellan Elon och Svenska Elkedjan AB. Elkedjan är sedan januari 2018 ett fristående bolag.
Elon Group, som holdingbolaget heter, består av dotterbolagen: EEL AB, EEL Invest AB, Bäcklunda Fastigheter AB och Canvac AB. .
Verksamhet avseende småel och vitvaror är koncentrerad till Örebro där Elon huvudkontor finns. Vid Törsjöterminalen i
Örebro finns centrallagret för tunga vitvaror och småelsartiklar. Centrallagret har en yta på drygt 55 000 kvm..  
Kedjorna Elspar och Hemexperten har uppgått i EEL AB och kedjan Hemmabutikerna har köpts upp av EEL AB.